# Csampa Zsolt
Csampa Zsolt (Budapest, 1974. november 27. –) magyar politikus, MDF-es, majd fideszes országgyűlési képviselő, 2010–2014 között a Honvédelmi és rendészeti bizottság alelnöke. 2010–2014 között „Az elmúlt nyolc év kormányzati intézkedéseit vizsgáló albizottság” elnöke.

## Élete
1992-ben a Csemege-Julius Meinl Kereskedelmi Szakiskolát, 1997-ben a Semmelweis Orvostudományi Egyetem műtősiskoláját végezte el, majd 2000-ben érettségizett. 2002-ben kezdte felsőfokú tanulmányait Szarvason a Tessedik Sámuel Főiskola Óvodapedagógus- és Tanítóképző Karán, majd 2003-tól a Zrínyi Miklós Nemzetvédelmi Egyetemen védelem igazgatási menedzser képesítést szerzett 2007-ben.

## Politikai pályafutása
Csampa 1997-ben lépett be a Magyar Demokrata Fórum ifjúsági szervezetébe, az Ifjúsági Demokrata Fórumba, ahol az 1998-as országgyűlési és önkormányzati választások aktivistája, a helyhatósági választások idején józsefvárosi kampányfőnök. 1998 szeptemberében beválasztották az IDF Országos Elnökségébe, ahol 2002-ig alelnök volt. 1998-ban csatlakozott az MDF-hez. 1998. októbertől az MDF józsefvárosi frakciótitkára. A demokrata fórum budapesti választmányában 2000-2002 között alelnök, Józsefváros képviselője. 2000-ben az országos választmány és a VIII. kerületi MDF-szervezet elnökségi tagja lett. Az 1998-2002-es ciklusban a józsefvárosi önkormányzat ifjúsági és sportbizottságának tagja és az Országgyűlés társadalmi szervezetek állandó bizottsága mellett döntés-előkészítő külső szakértői munkát végzett.
A 2002-es országgyűlési választáson az MDF színeiben jutott be a parlamentbe. 2002. május 15-től az ifjúsági és sport, valamint a honvédelmi állandó bizottságokban dolgozik. 2004. június 21-én csatlakozott a pártban Dávid Ibolya ellenpólusát képező Lakitelek-munkacsoporthoz. Ugyanazon év november 8-án több társával együtt kilépett az MDF frakciójából, függetlenként folytatta képviselői munkáját. A következő két országgyűlési választáson már a Fidesz színeiben szerzett mandátumot.
A harmadik Orbán-kormány Belügyminisztériumának önkormányzati koordinációért felelős helyettes államtitkára, az ötödik Orbán-kormány Belügyminisztériumának nyilvántartások vezetéséért felelős helyettes államtitkára.
2012 júliusában a Magyar Vívószövetség elnökének választották, Erős Jánost váltva a poszton.